# Eisenbahnunfall

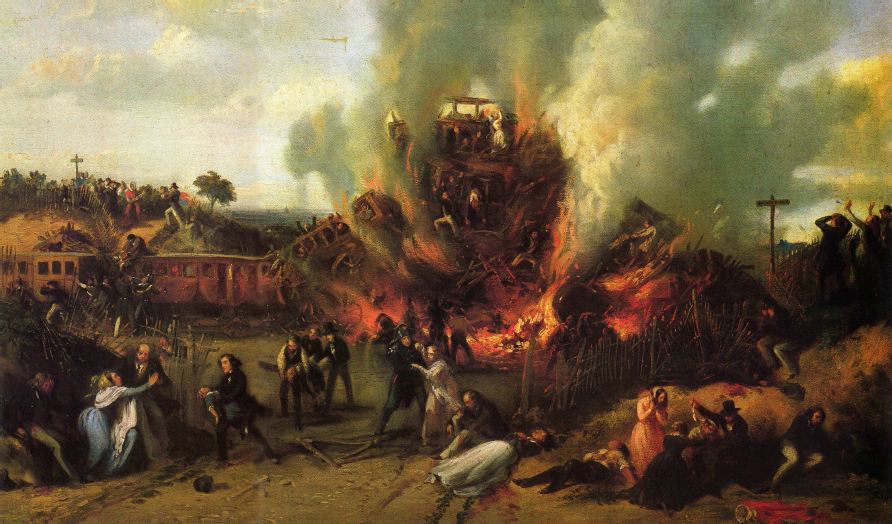
Zeitgenössische Darstellung des Eisenbahnunfalls von Versailles 1842 von A. Provost

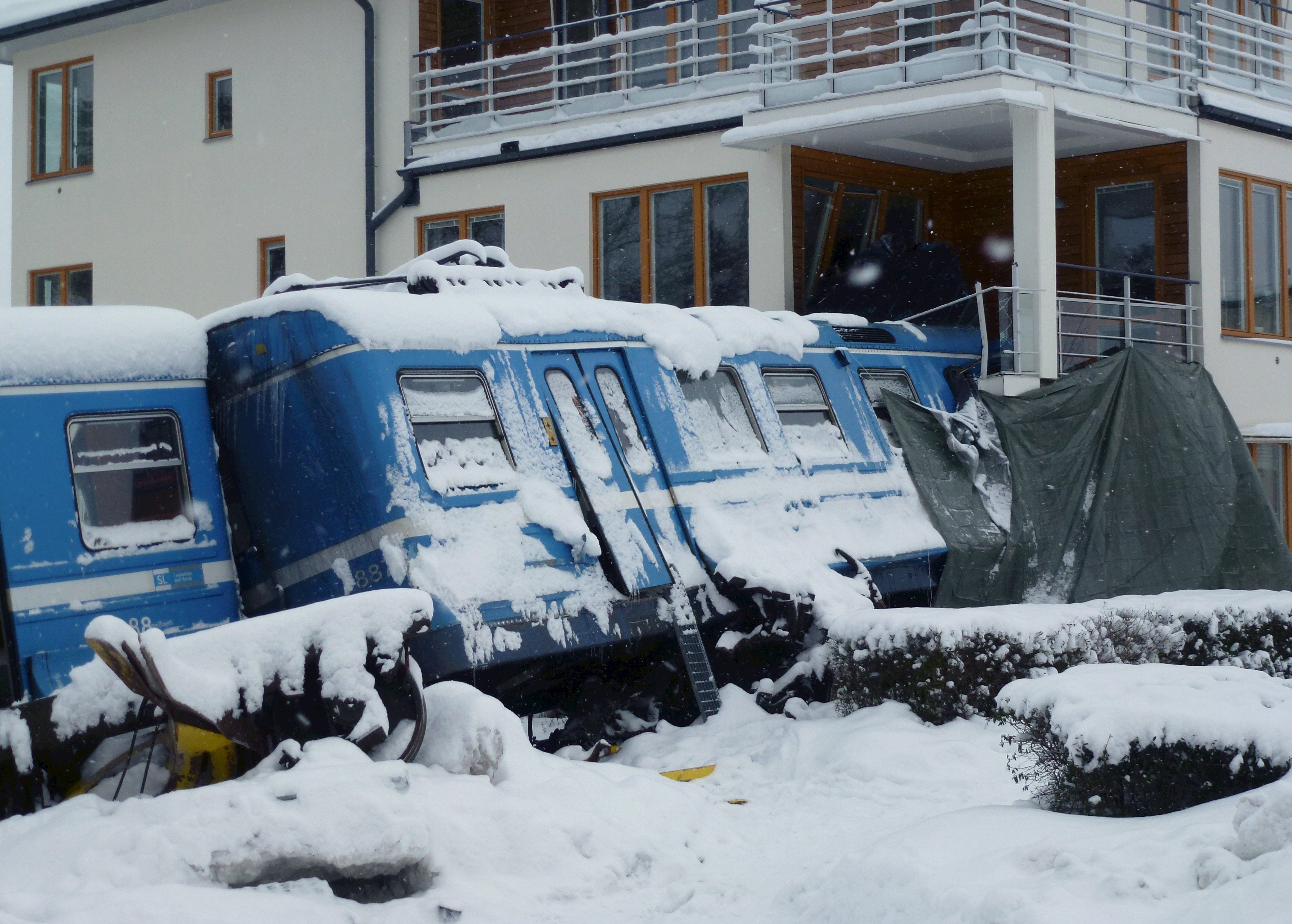
Entlaufener Zug der Saltsjöbanan rammt 2013 ein Wohnhaus

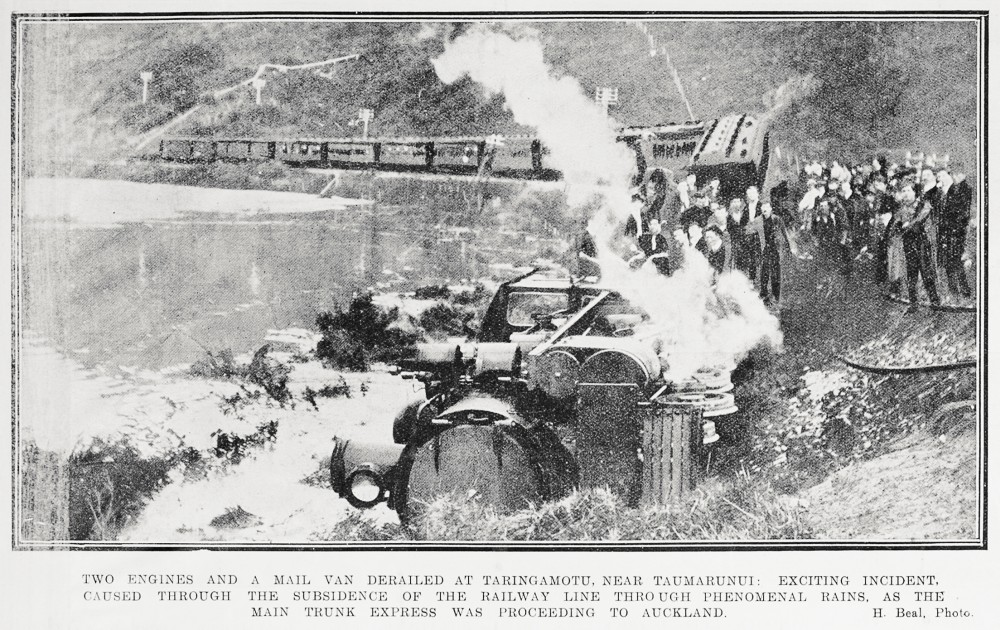
Entgleisung des Schnellzugs Wellington–Auckland auf der North Island Main Trunk Railway bei Taringamotu, nachdem starker Regen den Bahndamm aufgeweicht hatte

Ein Eisenbahnunfall (auch Eisenbahnunglück) ist ein Unfall, der in ursächlichem Zusammenhang mit dem Betrieb einer Eisenbahn und dessen typischen Gefahren steht.

## Definition
Die Definition des Eisenbahnunfalls ist bei einzelnen Bahnen oder Institutionen leichten Abweichungen unterworfen.
- Die deutsche Bundesstelle für Eisenbahnunfalluntersuchung (BEU) definiert: Ein Unfall ist ein unerwünschtes oder unbeabsichtigtes plötzliches Ereignis oder eine besondere Verkettung derartiger Ereignisse, die schädliche Folgen haben.[1]
- Die Schweizerische Sicherheitsuntersuchungsstelle (SUST) definiert Unfälle als Ereignisse, die tödliche oder schwere Verletzung einer Person, einen Sachschaden über 100.000 Franken oder die Freisetzung bestimmter Mengen von Gefahrgut zur Folge haben.[2]
- Die Deutsche Bundesbahn unterschied zwischen „Bahnbetriebsunfall“ und „Arbeitsunfall“, wobei der Bahnbetriebsunfall definiert war als Unfall bei bewegten Eisenbahnfahrzeugen außerhalb der Ausbesserungswerke und das Zerknallen von Kesseln aller Art an bewegten oder stillstehenden Eisenbahnfahrzeugen.[3] Alle anderen Unfälle galten als „Arbeitsunfälle“.[4]

## Geschichte

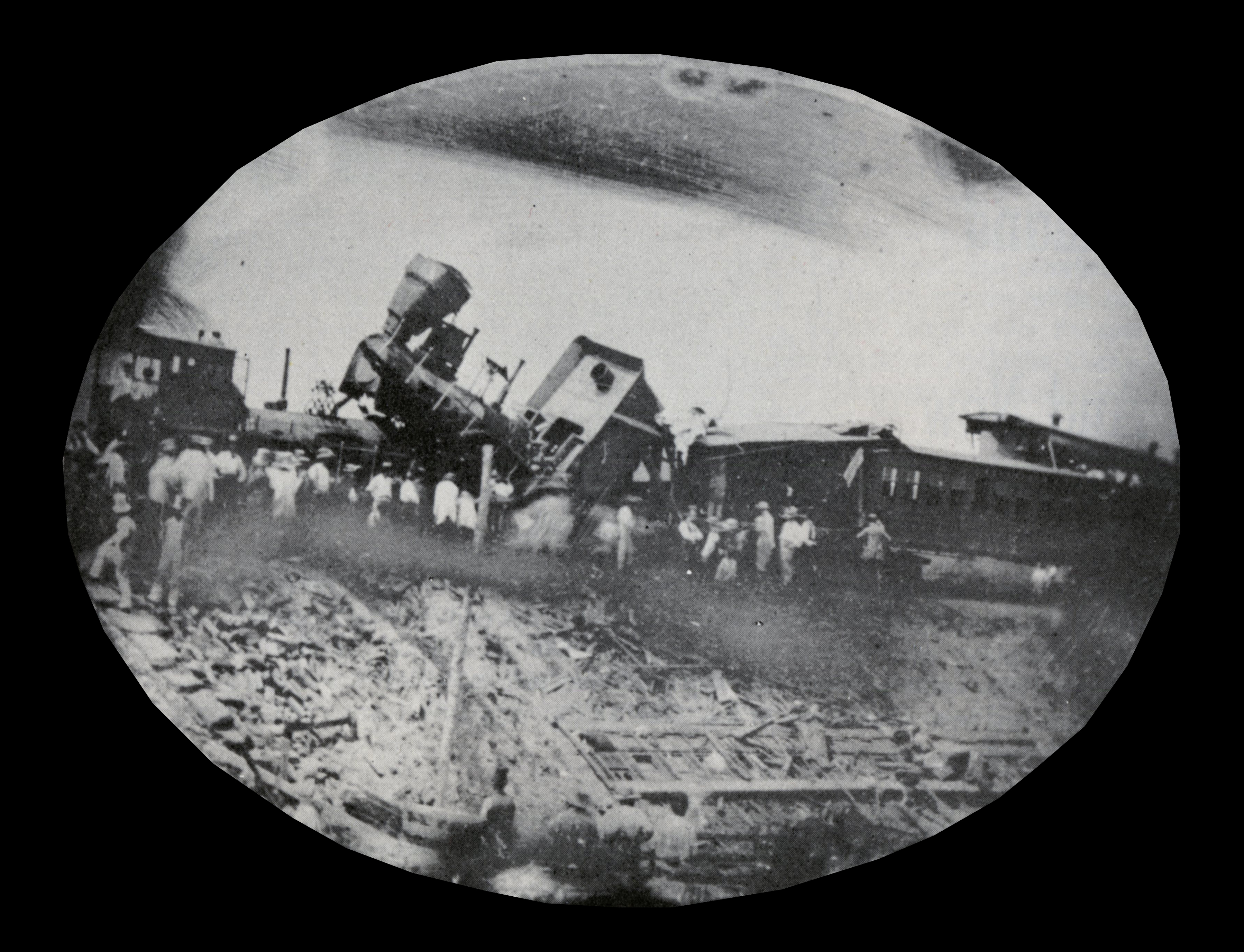
Unfall bei Pawtucket, Rhode Island, 1853 – ältestes bekanntes Foto eines Eisenbahnunfalls

### Unfallgeschehen
Bereits seit der Frühzeit der Eisenbahn sind Unfälle bekannt. Die älteste Aufzeichnung darüber stammt aus dem 17. Jahrhundert aus einem britischen Bergwerk. Die Fahrzeuge wurden damals mit Muskelkraft auf hölzernen Schienen bewegt. Allerdings ist die Quellenlage sehr unterschiedlich. Aus der Frühzeit der Eisenbahn ist sie sehr lückenhaft. Nur in Großbritannien, wo bereits 1840 eine staatliche Eisenbahnaufsicht eingerichtet wurde, stellen deren Berichte zu Unfällen einen relativ geschlossenen Block von Quellen dar.
Mit Nutzung der Dampfmaschine als Energieerzeugung für den Fahrbetrieb der Eisenbahn, mit der Erfindung der Dampflokomotive, kamen zum einen die Unfälle auf, die speziell mit Dampfmaschinen in Zusammenhang stehen, wie Kesselzerknall oder Brände, zum anderen die, die mit der großen Masse, der Geschwindigkeit und der geringen Reibung des Rad-Schiene-Systems und den damit relativ langen Bremswegen eines Zuges in Zusammenhang stehen. Eine dritte Quelle von Unfällen sind die bahnfremden Eingriffe in den Eisenbahnverkehr, vor allem durch querenden anderen Verkehr (Bahnübergänge), Selbstmörder und Attentäter.
Berühmt geworden ist die Definition des Reichsgerichts aus dem Jahre 1879 für eine Eisenbahn und einen Eisenbahnunfall:

„Ein Unternehmen, gerichtet auf wiederholte Fortbewegung von Personen oder Sachen über nicht ganz unbedeutende Strecken auf metallener Grundlage, welche durch ihre Konsistenz, Konstruktion und Glätte den Transport großer Gewichtsmassen bzw. die Erzielung einer verhältnismäßig bedeutenden Schnelligkeit der Transportbewegung zu ermöglichen bestimmt ist, und durch diese Eigenart in Verbindung mit den außerdem zur Erzeugung der Transportbewegung benutzten Naturkräften (wie Dampf, Elektrizität, tierischer, menschlicher Muskeltätigkeit, bei geneigter Ebene der Bahn auch schon der eigenen Schwere, der Transportgefäße und deren Ladung usw.) bei dem Betriebe des Unternehmens auf derselben eine verhältnismäßig gewaltige (je nach dem Umständen nur in bezweckter Weise nützliche, oder auch Menschenleben vernichtende und die menschliche Gesundheit verletzende) Wirkung zu erzeugen fähig ist.“

Etwa um die gleiche Zeit begann auch die systematische Erfassung von Unfällen und deren Erforschung. Führend in den frühen Jahren war hier der österreichische Ingenieur Ludwig Ritter von Stockert, nach Abschaffung des Adelsprädikats in Österreich 1919 „nur“ noch Ludwig Stockert.
Mit dem technischen Fortschritt kamen auch die daraus jeweils erwachsenden Unfallquellen hinzu, andere entfielen (etwa die Gefahren der Gasbeleuchtung). Im Rahmen der Elektrifizierung kam es – bis heute – zu Unfällen mit Bahnstrom. Die Zahl der tödlichen Unfälle durch Kontakte mit der Oberleitung ist auch heute recht erheblich.
Dank moderner Zugbeeinflussungssysteme hat sich das Risiko von Eisenbahnunfällen verringert. Durch die Ergänzung der Punktförmigen Zugbeeinflussung durch zusätzliche 500-Hz-Magnete ging in Deutschland und Österreich die Zahl der durch Signalmissachtung verursachten Kollisionen drastisch zurück. Ähnliche Erfolge erzielten in der Schweiz das System ZUB 121 und in Frankreich KVB.
Von der indischen Eisenbahn wurde bekannt, dass dort allein 2014 mehr als 27.000 Menschen bei Eisenbahnunfällen starben. Etwa die Hälfte davon waren Personen, die aus oder von einem Zug fielen oder auf den Gleisen liefen und überfahren wurden.

### Psychische Auswirkungen
Die psychischen Auswirkungen schwerer Eisenbahnunfälle auf die Unfallopfer sind oft einschneidend. Historisch waren das die ersten Großunfälle der Industrialisierung, die auch eine breite Allgemeinheit betrafen. Eisenbahnunfälle waren daher einer der Ausgangspunkte für die Traumaforschung. Das Unfallopfer erlebte sich als dem Geschehen gegenüber völlig hilf- und schutzlos, ohne jede Chance einer sinnvollen Reaktion darauf, ausgeliefert. Im Gegensatz zu Naturkatastrophen war ein Eisenbahnunfall in der Regel Folge fehlerhaften menschlichen Handelns. Das Erklärungsmuster, dass das schon immer so gewesen war und dagegen nichts unternommen werden konnte, versagte hier.
Psychische Schäden waren in ihren Folgen in weit geringerem Maß beherrschbar als körperliche Schäden: So befand sich Charles Dickens am 9. Juni 1865 auf der Rückreise von Paris, als der aus Folkestone kommende Zug nach London auf der Brücke über den Beult, ein Nebenfluss des Medway, entgleiste und die Brücke zum Einsturz brachte, weil auf der South Eastern Main Line im Zuge einer Baustelle Gleise entfernt worden waren, ohne die Baustelle ausreichend zu sichern. Der Schriftsteller wurde bei diesem Eisenbahnunfall von Staplehurst körperlich nicht verletzt. An der Unfallstelle leistete er zunächst anderen Reisenden Hilfe. Bei dem Unfall starben aber 10 Reisende, 40 weitere wurden verletzt. Charles Dickens war durch den Unfall psychisch traumatisiert. Er hatte seitdem große Probleme, mit dem Zug zu reisen, und versuchte, das möglichst zu vermeiden.
Andere Reisende, die lebend aus Unfällen herauskamen, waren psychisch weit stärker traumatisiert, bis hin zur Arbeitsunfähigkeit. So kam es zu ersten Schadenersatzprozessen – entsprechend der dort technisch fortgeschrittenen Entwicklung zuerst in Großbritannien –, bei denen auch diesbezüglich medizinische Gutachten als Beweismittel eingesetzt wurden. Entsprechend dem damals vorherrschenden mechanistischen Weltbild musste es eine materielle Ursache für diese psychischen Schäden geben. Der britische Mediziner John Eric Erichsen entwickelte die These von der „Railway Spine“ („Eisenbahn-Rückgrat“), nach der das Nervensystem der Wirbelsäule bei den psychisch traumatisierten Opfern durch die mechanischen Kräfte des Unfallgeschehens beschädigt worden sei (ohne dass das allerdings physisch nachweisbar war). Andere Wissenschaftler gingen von einer entsprechenden Schädigung des Gehirns aus. In Deutschland, das damals der technischen Entwicklung hinterher hinkte, vertrat einige Zeit später etwa Hermann Oppenheim entsprechende Thesen. Diese mechanistische Sicht der Trauma-Entstehung war bis weit ins 20. Jahrhundert hinein vorherrschend.
Selbst bei Angehörigen der Opfer von Eisenbahnunfällen wurden solche Traumata beobachtet: 1850 wurde Maria Fischer, 22 Jahre alt, mit psychosomatischen Störungen in das Hospital zum heiligen Geist in Frankfurt am Main aufgenommen. Nachdem ihr Bruder und einzig lebender Verwandter bei einem Eisenbahnunfall ums Leben gekommen war, setzte bei ihr die Menstruation aus und die Beinmuskulatur war gelähmt.

### Unfalluntersuchung
In Deutschland war nach der Bahnreform zunächst das Eisenbahn-Bundesamt für die Untersuchung von Eisenbahnunfällen zuständig, danach von 2007 bis 2016 die Eisenbahn-Unfalluntersuchungsstelle des Bundes und seit 2017 die Bundesstelle für Eisenbahnunfalluntersuchung.
In Österreich wirkt seit 29. April 2004 die Sicherheitsuntersuchungsstelle des Bundes (SUB) als Untersuchungsstelle von Eisenbahnunfällen.
In der Schweiz nahm die Unfalluntersuchungsstelle Bahnen und Schiffe zum 1. Oktober 2000 ihre Arbeit auf. Am 1. November 2011 wurde sie zusammen mit dem Büro für Flugunfalluntersuchungen (BFU) zur Schweizerischen Unfalluntersuchungsstelle (SUST) zusammengeführt.
Weitere Unfalluntersuchungsstellen sind in der Liste europäischer nationaler Eisenbahnbehörden genannt.

## Systematik
Generell lassen sich die Ursachen für Eisenbahnunfälle wie folgt einteilen:
- Technisches Versagen, z. B. des
  - Unterbaus (z. B. Einsturz von Bauwerken)[Anm. 10]
  - Oberbaus (z. B. Schienenbruch)[Anm. 11]
  - Rollmaterials (z. B. Achsbruch)[Anm. 12]
- Menschliches Versagen
  - des Zugpersonals (z. B. missachtete Signale, überhöhte Geschwindigkeit)[Anm. 13]
  - des Streckenpersonals (z. B. Missachtung von Fahrdienstvorschriften)[Anm. 14]
  - des Technischen Personals (z. B. Missachtung von Richtlinien zur Inspektion oder Instandhaltung)
  - von Reisenden (z. B. Betreten von Gleisanlagen, zu nahes Herantreten an das Lichtraumprofil[14])
- Einwirkungen von außen auf den Bahnbetrieb
  - Bewusste Eingriffe (Schienensuizid, Attentate),[Anm. 15] Filmaufnahmen[15], Drohnenflüge[16] oder für Showzwecke[Anm. 16]
  - Höhere Gewalt (Erdbeben, Muren, Sturm)[Anm. 17]
  - Querender Verkehr, insbesondere auf niveaugleichen Bahnübergängen. In der Regel handelt es sich dabei um Straßenverkehr, in seltenen Fällen auch um Kollisionen mit Luftfahrzeugen.[Anm. 18]

Es ist aber zu berücksichtigen, dass diese Systematik in der Praxis sehr viel weniger eindeutig ist, als sie hier erscheint, und dass in der Regel mehrere Komponenten bei einem Unfall zusammenspielen.
Schon Ludwig Ritter von Stockert systematisierte Eisenbahnunfälle nach ihren Ursachen. Dieses Schema war auch später sehr verbreitet und wird in Deutschland, Österreich und der Schweiz heute noch durch die Eisenbahn-Unfalluntersuchungsstellen verwendet.
Eine Alternative ist es, Eisenbahnunfälle nach den aufgetretenen Schäden zu klassifizieren. Dieses System wird etwa in der Liste schwerer Unfälle im Schienenverkehr oder von der Schweizerischen Unfalluntersuchungsstelle (SUST) angewandt.

## Herausragende Unfälle

### Einzelbeispiele

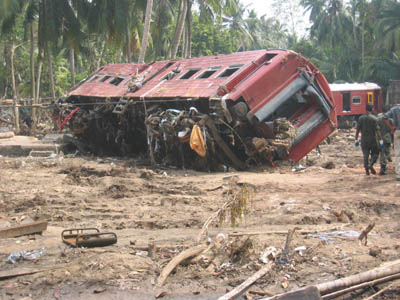
Einer der durch den Tsunami in Sri Lanka weggespülten Wagen

Der Eisenbahnunfall von Peraliya ereignete sich am 26. Dezember 2004 in der Südprovinz an der Südwestküste Sri Lankas. Der durch das Seebeben im Indischen Ozean ausgelöste Tsunami überflutete die Bahnstrecke und riss einen Zug von den Schienen. Mit weit mehr als 1000 Opfern (die Schätzungen reichen bis zu 1.700) handelt es sich um den folgenschwersten Eisenbahnunfall weltweit.
Der Eisenbahnunfall von Quintinshill in Dumfriesshire, Schottland, am 22. Mai 1915 während des Ersten Weltkrieges war eine „Massenkollision“, an der fünf Züge beteiligt waren – drei Züge stießen zusammen, zwei weitere wurden dabei beschädigt. 230 Menschen starben und weitere 246 wurden verletzt, weil die verantwortlichen Eisenbahner Sicherheitsregeln missachtet hatten oder umgingen.

Quintinshill: Ablauf der Ereignisse

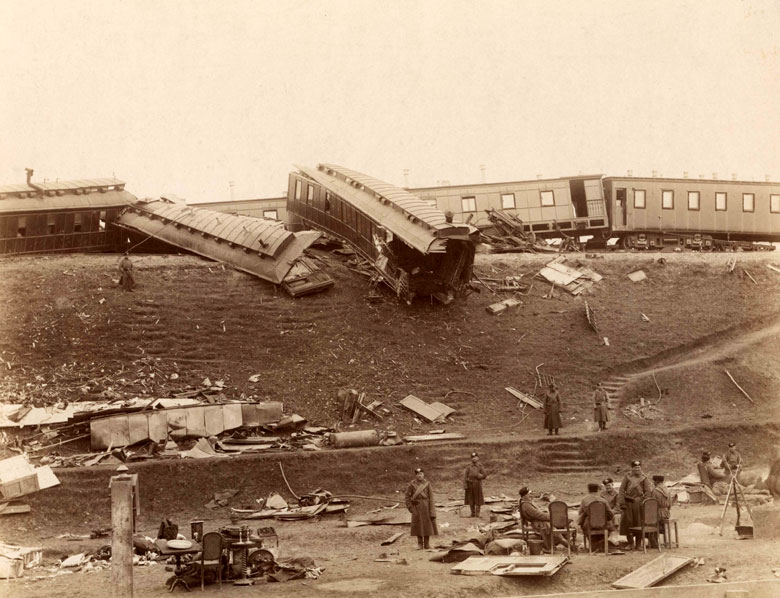
Verunglückter Hofzug des Zaren

Bei dem Eisenbahnunfall von Borki entgleiste am 17. Oktoberjul. / 29. Oktober 1888greg. der von zwei Lokomotiven gezogene Hofzug des Zaren Alexander III. auf der Fahrt von der Krim nach St. Petersburg südlich von Charkow. 23 Reisende starben. Die Angaben zu den Verletzten schwanken zwischen 12 und 36. Die Zarenfamilie blieb unverletzt, obwohl der Speisewagen, in dem sie sich zum Unfallzeitpunkt aufhielt, stark beschädigt wurde. Die Unfallursache wurde nie aufgeklärt, die private Bahngesellschaft und Staatsbeamte versuchten jeweils dem anderen die Schuld zuzuweisen. Vermutlich war die Unfallursache eine Kombination aus einem zu schweren Zug, zu hoher Geschwindigkeit und unzureichendem Oberbau. Allerdings hielten sich hartnäckig Gerüchte, dass es sich um ein Attentat gehandelt habe. Dafür liegen allerdings keine Beweise vor. Die russische Monarchie stilisierte in ihrer Propaganda die wundersame Rettung des Zaren und seiner Familie zu einem Gottesurteil über die Legitimation der Herrschaft des Zaren über Russland.
Bei dem Eisenbahnunfall auf der Firth-of-Tay-Brücke stürzte die Firth-of-Tay-Brücke am 28. Dezember 1879 unter dem Schnellzug von Edinburgh nach Dundee zusammen. Von den 75 Menschen im Zug überlebte keiner. Der Zug befuhr während eines Orkans den Mittelteil der Brücke, als dieser nachgab und mit dem Zug in den Firth of Tay stürzte. Die Brücke war unter dem Gewicht des Zugs, der Windlast des Orkans und den unter diesen Umständen zu hohen dynamischen Kräften des Zuges zusammengebrochen. Letztendliche Ursache aber war die mangelhafte Konstruktion der Brücke.

### Unfälle mit mehr als 100 Todesopfern
| Zahl der Toten | Bezeichnung                                          | Staat                                          | Jahr | Grund                                                             | Unfallart                                                |
| -------------- | ---------------------------------------------------- | ---------------------------------------------- | ---- | ----------------------------------------------------------------- | -------------------------------------------------------- |
| 1700           | Eisenbahnunfall von Peraliya                         | Sri Lanka                                      | 2004 | Naturkatastrophe                                                  | Zug wird von Tsunami weggespült                          |
| 1007+          | Eisenbahnunfall von Hamont                           | Belgien                                        | 1918 |                                                                   | Explosion eines Munitionszugs                            |
| 0700           | Eisenbahnunfall von Saint-Michel-de-Maurienne        | Frankreich                                     | 1917 | Eingriff des Militärs in den Eisenbahnbetrieb                     | Entgleisung im Gefälle                                   |
| 0600+          | Eisenbahnunfall von Ciurea                           | Rumänien                                       | 1917 | Versehentlicher Eingriff eines Betriebsfremden                    | Bremsversagen, Auffahrunfall                             |
| 0600           | Eisenbahnunfall von Guadalajara (1915)               | Mexiko                                         | 1915 | Überladener Zug?                                                  | Bremsversagen                                            |
| 0575           | Eisenbahnunfall bei Ufa                              | Sowjetunion                                    | 1989 | Technisches Versagen außerhalb des Eisenbahnbetriebs              | Explosion, Großbrand                                     |
| 0500+          | Eisenbahnunfall von Balvano                          | Italien                                        | 1944 | Kohlenstoffmonoxidvergiftung                                      | Tunnelunfall                                             |
| 0428           | Eisenbahnunfall von Awash                            | Äthiopien                                      | 1985 | Überhöhte Geschwindigkeit                                         | Entgleisung                                              |
| 0400           | Eisenbahnunfall von Kalisz                           | Russland (damals deutsch besetzt; heute Polen) | 1914 | Falsche Weichenstellung                                           | Zusammenstoß                                             |
| 0383           | Eisenbahnunfall von Ayyat                            | Ägypten                                        | 2002 |                                                                   | Zugbrand                                                 |
| 0355           | Eisenbahnunfall von Quipungo                         | Angola                                         | 1993 | Anschlag                                                          | Entgleisung                                              |
| 0335           | Eisenbahnunfall von Firozabad (1995)                 | Indien                                         | 1995 | Fahrdienstleiterfehler                                            | Auffahrunfall                                            |
| 0320           | Eisenbahnunfall von Nischapur                        | Iran                                           | 2004 | Entlaufener Zug                                                   | Explosion von Gefahrgut                                  |
| 0307           | Eisenbahnunfall von Sangi                            | Pakistan                                       | 1990 | Fahrdienstleiterfehler                                            | Auffahrunfall                                            |
| 0303           | Metrounfall von Baku                                 | Aserbaidschan                                  | 1995 | Technisches Versagen                                              | Tunnelbrand                                              |
| 0300+          | Eisenbahnunfall von Montemorelas                     | Mexiko                                         | 1915 |                                                                   | [ 20 ]                                                   |
| 0300+          | Luftangriff von Songjiang                            | China                                          | 1938 | Luftangriff                                                       |                                                          |
| 0300           | Eisenbahnunfall von Changsha                         | China                                          | 1918 | Militärischer Eingriff in den Eisenbahnverkehr                    | Frontalzusammenstoß                                      |
| 0300 (ca.)     | Eisenbahnunfall von Guadalajara (1955)               | Mexiko                                         | 1955 |                                                                   | Entgleisung und Absturz in eine Schlucht                 |
| 0300           | Eisenbahnunfall von Tolunda                          | Angola                                         | 1994 | Bremsversagen                                                     | Absturz in eine Schlucht                                 |
| 0288           | Eisenbahnunfall von Bahanaga                         | Indien                                         | 2023 |                                                                   | Zusammenstoß dreier Züge                                 |
| 0287           | Eisenbahnunfall von Gaisal                           | Indien                                         | 1999 | Fahrdienstleiterfehler                                            | Frontalzusammenstoß                                      |
| 0281           | Eisenbahnunfall von Igandu                           | Tansania                                       | 2002 | Bremsversagen                                                     | Auffahrunfall                                            |
| 0252           | Eisenbahnunfall von Zenza                            | Angola                                         | 2001 | Anschlag                                                          | Entgleisung, Brand und Massaker                          |
| 0250+          | Eisenbahnunfall von Sahiwal                          | Pakistan                                       | 1957 | Fahrdienstleiterfehler                                            | Auffahrunfall und Brand                                  |
| 0250+          | Eisenbahnunfall von Mansi                            | Indien                                         | 1981 |                                                                   | Entgleisung auf Brücke und Absturz in Fluss              |
| 0250           | Eisenbahnunfall von San Salvador                     | El Salvador                                    | 1934 | Explosion von Gefahrgut                                           |                                                          |
| 0248           | Eisenbahnunfall vom Virilla Canyon                   | Costa Rica                                     | 1926 | Oberbaumangel                                                     | Entgleisung, Absturz in eine Schlucht                    |
| 0230           | Eisenbahnunfall von Saltillo                         | Mexiko                                         | 1972 | Bremsversagen schrottreifer Fahrzeuge                             | Entgleisung und Brand                                    |
| 0230           | Eisenbahnunfall von Quintinshill                     | Vereinigtes Königreich                         | 1915 | Fahrdienstleiterfehler                                            | Multipler Auffahrunfall mit 5 Zügen                      |
| 0220           | Eisenbahnunfall von Yaoundé                          | Kamerun                                        | 1998 |                                                                   | Entgleisung, Explosion                                   |
| 0209           | Eisenbahnunfall von Khanna                           | Indien                                         | 1998 | Schienenbruch                                                     | Zusammenstoß                                             |
| 0207           | Kesselwagenexplosion in der BASF                     | Deutschland                                    | 1948 | Leckage an abgestelltem Kesselwagen                               | Zündung der Schwergas-Atmosphäre                         |
| 0207           | Bombenanschläge in Mumbai 2006                       | Indien                                         | 2006 | Bombenanschläge                                                   |                                                          |
| 0204           | Eisenbahnunfall von Lagny                            | Frankreich                                     | 1933 | Signalüberfahrt                                                   | Auffahrunfall                                            |
| 0200+          | Eisenbahnunfall von Cuautla                          | Mexiko                                         | 1881 | Konstruktionsmangel                                               | Brückeneinsturz                                          |
| 0200+          | Eisenbahnunfall von Ephesos                          | Osmanisches Reich                              | 1912 | Unterschiedliche Darstellungen                                    | Vermutlich Zusammenstoß                                  |
| 0200+          | Eisenbahnunfall von Torre del Bierzo                 | Spanien                                        | 1944 | Bremsversagen                                                     | Tunnelunfall, Auffahrunfall                              |
| 0200+          | Eisenbahnunfall auf der Liziyida-Brücke              | Volksrepublik China                            | 1981 | Naturkatastrophe                                                  | Brückeneinsturz                                          |
| 0200+          | Eisenbahnunfall von Bàu Cá                           | Vietnam                                        | 1982 | Überhöhte Geschwindigkeit                                         | Entgleisung                                              |
| 0200 (ca.)     | Brückeneinsturz bei Ocatara                          | Peru                                           | 1909 | Entlaufene Lokomotive kollidierte auf einer Brücke mit einem Kran | Zusammenstoß                                             |
| 0200 (ca.)     | Eisenbahnunfall in Jiangxi                           | China                                          | 1933 | Unbekannt                                                         | Entgleisung                                              |
| 0200           | Eisenbahnunfall von Nowy Dwór                        | Polen                                          | 1949 | Zeitungsente                                                      | Falschmeldung                                            |
| 0192           | Eisenbahnunfall von Tenga                            | Mosambik                                       | 2002 | Unzureichend gesicherte und entlaufene Fahrzeuge                  | Frontalzusammenstoß                                      |
| 0192           | Feuer in der U-Bahn in Daegu                         | Südkorea                                       | 2003 | Eingriff von außen in den Bahnbetrieb                             | Tunnelbrand                                              |
| 0191           | Madrider Zuganschläge                                | Spanien                                        | 2004 | Bombenanschläge                                                   |                                                          |
| 0190           | Eisenbahnunfall im Bahnhof Ajikawaguchi              | Japan                                          | 1940 |                                                                   | Entgleisung und Brand                                    |
| 0186           | Eisenbahnunfall von Genthin                          | Deutschland                                    | 1939 | Signalüberfahrt                                                   | Auffahrunfall                                            |
| 0185           | Eisenbahnunfall von Aracaju                          | Brasilien                                      | 1946 |                                                                   | Entgleisung                                              |
| 0184           | Eisenbahnunfall von Hannō                            | Japan                                          | 1947 | Überhöhte Geschwindigkeit                                         | Entgleisung                                              |
| 0179           | Eisenbahnunfall von Kendal                           | Jamaika                                        | 1957 | Verstellter Absperrhahn der Bremsanlage                           | Bremsversagen, Entgleisung                               |
| 0171           | Eisenbahnunfall von Sambhu                           | Indien                                         | 1948 |                                                                   | Prellbocküberfahrt                                       |
| 0161           | Eisenbahnunfall von Yokohama (1963)                  | Japan                                          | 1963 |                                                                   | Multipler Zusammenstoß mit 3 Zügen                       |
| 0161           | Eisenbahnunfall von Ryongchŏn                        | Nordkorea                                      | 2004 | Rangierunfall                                                     | Explosionskatastrophe                                    |
| 0160           | Eisenbahnunfall von Mikawashima                      | Japan                                          | 1962 | Signalüberfahrt                                                   | Multipler Zusammenstoß mit 3 Zügen                       |
| 0159           | Eisenbahnunfall von Rzepin                           | Polen                                          | 1952 |                                                                   | Entgleisung                                              |
| 0153           | Eisenbahnunfall von Zagreb                           | Jugoslawien                                    | 1974 | Fahrfehler, überhöhte Geschwindigkeit                             | Entgleisung                                              |
| 0153           | Eisenbahnunfall von Bintaro                          | Indonesien                                     | 1987 | Fahrdienstleiterfehler                                            | Frontalzusammenstoß                                      |
| 0151           | Eisenbahnunfall von Tangiwai                         | Neuseeland                                     | 1953 | Naturkatastrophe                                                  | Zug wird von Lahar weggerissen                           |
| 0150           | Eisenbahnunfall von Paranesti                        | Bulgarien (heute Griechenland)                 | 1913 | Kupplungsriss                                                     | Kollision der entlaufenden Wagen mit besetztem Zug       |
| 0150           | Eisenbahnunfall von Moradabad                        | Indien                                         | 1920 |                                                                   | Auffahrunfall                                            |
| 0150           | Eisenbahnunfall von Saint-Fons                       | Frankreich                                     | 1945 |                                                                   | Zusammenstoß                                             |
| 0150           | Eisenbahnunfall von Székesfehérvár                   | Ungarn                                         | 1951 | Fehlentscheidung der Stellwerksmitarbeiterin                      | Zusammenstoß                                             |
| 0150           | Eisenbahnunfall von Langa Langa                      | Nigeria                                        | 1970 |                                                                   | Entgleisung                                              |
| 0150           | Eisenbahnunfall von Kanpur                           | Indien                                         | 2016 |                                                                   | Entgleisung                                              |
| 0148           | Eisenbahnunfall von Manikpara                        | Indien                                         | 2010 | Anschlag                                                          | Entgleisung und Zusammenstoß                             |
| 0144           | Eisenbahnunfall von Ariyalur                         | Indien                                         | 1956 |                                                                   | Entgleisung und Absturz von Brücke                       |
| 0142 bis 236   | Eisenbahnunfall von Benavídez                        | Argentinien                                    | 1970 | Unterlassene Zugsicherung                                         | Auffahrunfall                                            |
| 0139           | Eisenbahnunfall von Kazipet                          | Indien                                         | 1954 | Brückeneinsturz                                                   | Zug stürzt in Fluss                                      |
| 0137           | Eisenbahnunfall von Sarhad                           | Pakistan                                       | 2005 | Signalfehler                                                      | Multipler Zusammenstoß von 3 Zügen                       |
| 0133           | Eisenbahnunfall von Mvoungouti (1991)                | Republik Kongo                                 | 1991 |                                                                   | Frontalzusammenstoß                                      |
| 0132           | Eisenbahnunfall von Turenne                          | Algerien                                       | 1932 | Von Regen aufgeweichter Bahndamm                                  | Absturz                                                  |
| 0131           | Eisenbahnunfall von Bouhalouane                      | Algerien                                       | 1982 | Mangelnde Sicherung abgestellter Fahrzeuge                        | Frontalzusammenstoß                                      |
| 0130+          | Eisenbahnunfall von Rafiganj                         | Indien                                         | 2002 | Oberbaumangel oder Anschlag                                       | Entgleisung auf Brücke und Absturz                       |
| 0130           | Eisenbahnunfall von Tongi                            | Bangladesch                                    | 1989 |                                                                   | Frontalzusammenstoß                                      |
| 0130           | Eisenbahnunfall von Barwałd Średni                   | Polen (Generalgouvernement)                    | 1944 | Fahrdienstleiterfehler?                                           | Frontalzusammenstoß                                      |
| 0129           | Bombardement von Xàtiva                              | Spanien                                        | 1939 | Luftangriff                                                       |                                                          |
| 0128           | Eisenbahnunfall von Mangueira                        | Brasilien                                      | 1958 | Signalfehler                                                      | Frontalzusammenstoß                                      |
| 0128           | Eisenbahnunfall von Dhanushkodi                      | Indien                                         | 1964 | Naturkatastrophe                                                  | Zug von Flutwelle weggespült                             |
| 0128           | Eisenbahnunfall von Kasumbalesa                      | Demokratische Republik Kongo                   | 1987 | Kollision an Bahnübergang                                         | Entgleisung                                              |
| 0127           | Eisenbahnunfall von Cazadero                         | Mexiko                                         | 1945 |                                                                   | [ 24 ]                                                   |
| 0126           | Eisenbahnunfall von Rongjiawan                       | Volksrepublik China                            | 1997 | Signalfehler                                                      | Auffahrunfall                                            |
| 0125           | Eisenbahnunfall von Mirshah                          | Pakistan                                       | 1997 | Bremsversagen                                                     | Auffahrunfall                                            |
| 0122           | Eisenbahnunfall von Gifhorn (1941)                   | Deutschland                                    | 1941 | Signalüberfahrt                                                   | Auffahrunfall                                            |
| 077 bis 120+   | Eisenbahnunfall von Champa                           | Indien                                         | 1997 | Baustellenunfall                                                  | Entgleisung                                              |
| 0120 (ca.)     | Eisenbahnunfall von Ghaziabad                        | Indien                                         | 1908 | Ausfall Zugsicherungssystem                                       | Frontalzusammenstoß                                      |
| 0119           | Eisenbahnunfall von Bihta                            | Indien                                         | 1937 | Ungeklärte Ursache                                                | Entgleisung                                              |
| 0119           | Eisenbahnunfall von Anchieta                         | Brasilien                                      | 1952 | Schienenbruch                                                     | Zusammenstoß                                             |
| 0118           | Eisenbahnunfall von Stéblová                         | Tschechoslowakei                               | 1960 | Signalmissachtung                                                 | Zusammenstoß und Brand                                   |
| 0117           | Eisenbahnunfall von Mahbubnagar                      | Indien                                         | 1956 | Brückeneinsturz                                                   |                                                          |
| 0116           | Eisenbahnunfall von Ratu Jaya                        | Indonesien                                     | 1968 |                                                                   | Zusammenstoß zweier Züge                                 |
| 0114           | Eisenbahnunfall von Valigonda                        | Indien                                         | 2005 | Naturkatastrophe                                                  | Brücke weggespült                                        |
| 0113           | Eisenbahnunfall von Moimenta-Alcafache               | Portugal                                       | 1985 | Fahrdienstleiterfehler                                            | Frontalzusammenstoß                                      |
| 0112           | Eisenbahnunfall von Nebukawa                         | Japan                                          | 1923 | Erdbeben und Erdrutsch                                            | Zug wird ins Meer gerissen                               |
| 0112           | Eisenbahnunfall von Shitan                           | China                                          | 1937 | Explosion                                                         | Brand                                                    |
| 0112           | Eisenbahnunfall im Bahnhof von Harrow and Wealdstone | Vereinigtes Königreich                         | 1952 | Signalmissachtung                                                 | Multipler Zusammenstoß von 3 Zügen                       |
| 0111           | Eisenbahnunfall von Eden                             | Vereinigte Staaten von Amerika                 | 1904 | Naturkatastrophe                                                  | Zug weggeschwemmt                                        |
| 0110           | Eisenbahnunfall von Tangua                           | Brasilien                                      | 1950 | Naturkatastrophe                                                  | Brückeneinsturz                                          |
| 0109           | Eisenbahnunfall von Drownino                         | Sowjetunion                                    | 1952 | Pferd auf Gleis                                                   | Entgleisung                                              |
| 0108           | Eisenbahnunfall im Tunnel von Vierzy                 | Frankreich                                     | 1972 | Hochbaumangel                                                     | Tunneleinsturz                                           |
| 0107           | Eisenbahnunfall von Amagasaki                        | Japan                                          | 2005 | Lokführerfehler                                                   | Entgleisung wegen überhöhter Geschwindigkeit             |
| 0106           | Eisenbahnunfall von Yokohama (1951)                  | Japan                                          | 1951 | Mangelhafter Sicherung von Bauarbeiten                            | Zugbrand                                                 |
| 0106           | Eisenbahnunfall von Kamensk-Schachtinski             | Sowjetunion                                    | 1987 | Vorschriftswidriger Eingriff in die Bremsanlage                   | Auffahrunfall                                            |
| 0106           | Eisenbahnunfall von Yangzhuang                       | Volksrepublik China                            | 1978 |                                                                   | Auffahrunfall                                            |
| 0105           | Eisenbahnunfall am Ashtamudisee                      | Indien                                         | 1988 | Naturkatastrophe                                                  | Absturz von Brücke                                       |
| 0105           | Eisenbahnunfall von Hachiōji                         | Japan                                          | 1945 | Fahrdienstleiterfehler                                            | Frontalzusammenstoß, Züge stürzten in Fluss              |
| 0104           | Eisenbahnunfall von Tawwi und Peinzalok              | Burma                                          | 1921 |                                                                   | Frontalzusammenstoß eines Personen- und eines Güterzuges |
| 0104           | Eisenbahnunfall von Custóias                         | Portugal                                       | 1964 |                                                                   | Entgleisung                                              |
| 0104           | Eisenbahnunfall von Guasave                          | Mexiko                                         | 1989 | Unwetter                                                          | Brückeneinsturz                                          |
| 0103           | Eisenbahnunfall von Šakvice                          | Tschechoslowakei                               | 1953 | Betrunkener Lokführer überfährt Signal                            | Auffahrunfall                                            |
| 0102+          | Eisenbahnunfall von Aßling                           | Deutschland                                    | 1945 | Fahrdienstleiterfehler                                            | Auffahrunfall                                            |
| 0102           | Eisenbahnunfall von Wuntho                           | Myanmar                                        | 1994 | Bremsversagen                                                     | Entgleisung und Absturz in eine Schlucht                 |
| 0101           | Eisenbahnunfall bei Markdorf                         | Deutschland                                    | 1939 | Fahrdienstleiterfehler                                            | Frontalzusammenstoß                                      |
| 0101           | Eisenbahnunfall von Eschede                          | Deutschland                                    | 1998 | Materialfehler                                                    | Entgleisung, Brückeneinsturz                             |
| 0101           | Eisenbahnunfall von Nashville                        | Vereinigte Staaten von Amerika                 | 1918 | Verstoß gegen Sicherheitsvorschriften                             | Frontalzusammenstoß                                      |
| 0100 bis 300   | Eisenbahnunfall von Firozabad                        | Indien                                         | 1919 | Hinsichtlich der Ursache ist die Quelle unklar.                   | Brand                                                    |
| 0100+          | Eisenbahnunfall von Milokang                         | China                                          | 1938 |                                                                   | Frontalzusammenstoß                                      |
| 0100+          | Eisenbahnunfall von Peñaranda de Bracamonte          | Spanien                                        | 1939 | Heißläufer (?)                                                    | Explosionskatastrophe                                    |
| 0100+          | Eisenbahnunfall von Pengpu                           | China                                          | 1948 | Anschlag                                                          | [ 27 ]                                                   |
| 0100+          | Eisenbahnunfall von Miseiktab                        | Sudan                                          | 1965 |                                                                   | Frontalzusammenstoß                                      |
| 0100+          | Eisenbahnunfall von Ghotki                           | Pakistan                                       | 1991 | Menschliches Versagen                                             | Auffahrunfall                                            |
| 0100+          | Eisenbahnunfall von Benaleka                         | Demokratische Republik Kongo                   | 2007 |                                                                   | Entgleisung                                              |
| 0100           | Eisenbahnunfall von Costesti                         | Rumänien                                       | 1913 |                                                                   | Zusammenstoß                                             |
| 0100           | Eisenbahnunfall von Suzhou                           | China                                          | 1940 | Sprengstoffanschlag                                               |                                                          |
| 0100           | Eisenbahnunfall von Ankara                           | Türkei                                         | 1948 |                                                                   | [ 29 ]                                                   |
| 0100           | Eisenbahnunfall auf dem Hai-Van-Pass                 | Vietnam                                        | 1953 | Anschlag                                                          | Zug stürzt von Brücke                                    |
| 0100           | Eisenbahnunfall von Malmesbury                       | Südafrika                                      | 1972 |                                                                   | Entgleisung                                              |
| 0100?          | Eisenbahnunfall von Pogranitschnawa                  | Sowjetrussland                                 | 1920 |                                                                   | Entgleisung                                              |
| 0100?          | Eisenbahnunfall von Rajnandgaon                      | Indien                                         | 1985 | Brand                                                             |                                                          |

## Öffentliche Wahrnehmung

### Berichterstattung

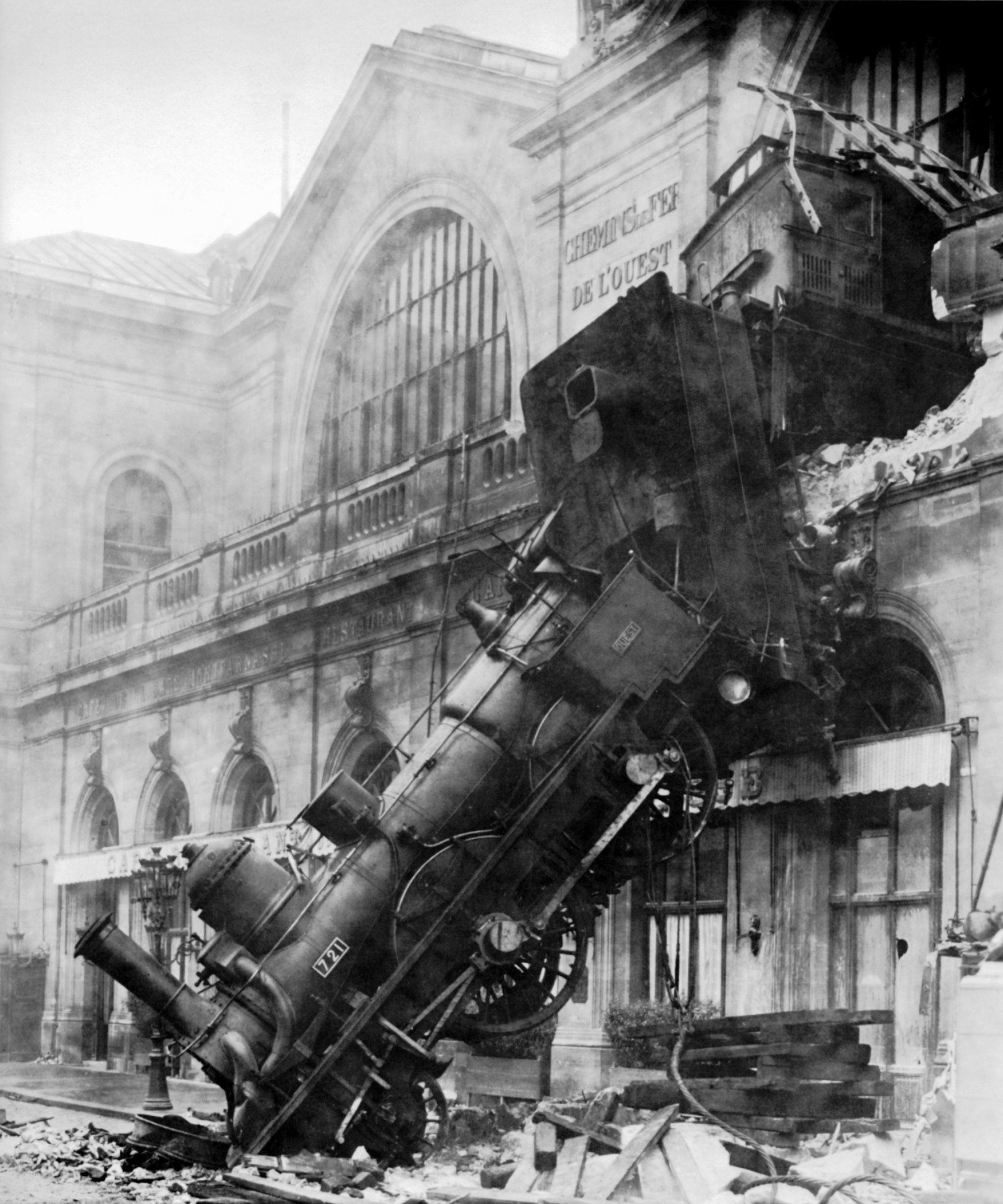
Das Bild der abgestürzten Lokomotive vor dem Gare Montparnasse wurde zu einem weitbekannten Symbol technischen Versagens.

Darstellung des Eisenbahnunfalls von Summit in einer zeitgenössischen Zeitung, wobei die Steigung der Strecke dramatisch überzeichnet ist.

Immer stehen Unfälle von Personenzügen – oder zumindest solche mit „Personenschaden“ – im Vordergrund. Die Unfälle von Güterzügen dagegen nur dann, wenn entweder auch Menschen ums Leben kommen oder der Unfall eine Großkatastrophe verursacht. In der Regel handelt es sich dann um Kesselwagen mit Gefahrgut, die in den Unfall verwickelt sind. Die „kleinen“ Rangierunfälle, die – zumindest als der Einzelwagenverkehr noch einen erheblichen Anteil am Güterverkehr der Bahn stellte – zahlenmäßig überwogen und oft nur relativ geringen Sachschaden zur Folge hatten, liegen unterhalb der Schwelle öffentlicher Wahrnehmung und Berichterstattung. Unfälle der Bundesbahnen (SBB) finden in den Schweizer Medien mehr Interesse als Unfälle bei regional auftretenden Meterspurbahnen.
Die Eisenbahn ist im Vergleich zum Straßenverkehr ein relativ sicheres Verkehrsmittel, doch wie in jedem technischen System lassen sich Unfälle auch hier nicht ausschließen. Die seltenen Zugunfälle erscheinen für eine Berichterstattung weit interessanter als die alltäglichen Straßenverkehrsunfälle. Oft lassen sich in der Berichterstattung Ungenauigkeiten finden, so werden beispielsweise die Begriffe Lokomotivführer/Triebfahrzeugführer einerseits und Zugführer häufig verwechselt. Regelmäßig sind in der Berichterstattung auch Stereotypen zu beobachten: Züge, die in Unfälle verwickelt sind, scheinen grundsätzlich zu „rasen“, auch wenn die Geschwindigkeit eher mäßig ist. Das wird in der Fachliteratur – wenn auch offensichtlich vergeblich – kritisiert:

“In exactly the same manner that happens after a major accident today, the press was quick to take lively interest, produce large quantities of inaccurate and irrelevant comment [bezüglich des Eisenbahnunfalls von Versailles, 1842], and to express opinion.”

„In genau derselben Weise, wie das heute nach einem großen Eisenbahnunfall geschieht, war die Presse schnell dabei, in großer Menge ungenaue und unzutreffende Kommentare und Meinungen [bezüglich des Eisenbahnunfalls von Versailles, 1842] zu verbreiten.“

Was das technische Verständnis angeht, sind oft Fehler zu entdecken. So wird, wenn ein Unfall durch einen elektrischen Schlag aus dem Fahrtdraht verursacht wurde, „eine Stromstärke von 15.000 Volt“ genannt. Diese Aussage ist gleich in zweifacher Hinsicht falsch:
1. Volt gibt die Spannung an; Stromstärke hingegen wird in Ampere angegeben.
2. Die Spannung spielt bei Unfällen mit elektrischem Strom eine eher untergeordnete Rolle. In erster Linie entscheidend für die Unfallfolgen sind die Stromstärke und die Einwirkdauer, die angesichts der technischen Erfordernisse für den Bahnbetrieb beide sehr hoch sind.

Bei der Berichterstattung über Eisenbahnunfälle ist weiter darauf zu achten, in welchem zeitlichen Abstand zum Unfall berichtet wird: Unmittelbar nach einem Unfall sind insbesondere Angaben zu Ursache, Folgen und Opfern oft noch sehr ungenau. Mit je mehr Abstand zum Ereignis eine Berichterstattung erfolgt, umso genauer sind in der Regel die Angaben, aber umso seltener wird überhaupt noch berichtet. Liegt dann – oft Monate später – ein offizieller Bericht zur Unfallursache vor, finden dessen Resultate nur noch selten Eingang in die Berichterstattung.
Weiter sind in Ländern ohne freie oder mit beschränkter Berichterstattung große Eisenbahnunfälle in der Regel der Zensur unterworfen. So sind die Quellen zu Eisenbahnunfällen in Spanien während der Franco-Diktatur oft dürftig, weil selbst die offiziellen Untersuchungsberichte nach der Auswertung vernichtet und Opferzahlen nach unten „korrigiert“ wurden. Und in der Volksrepublik China sind in einem Zeitraum von 30 Jahren zwischen 1948 und 1978 scheinbar keine bedeutenden Eisenbahnunfälle geschehen.

### Eisenbahnunfall als literarisches Thema

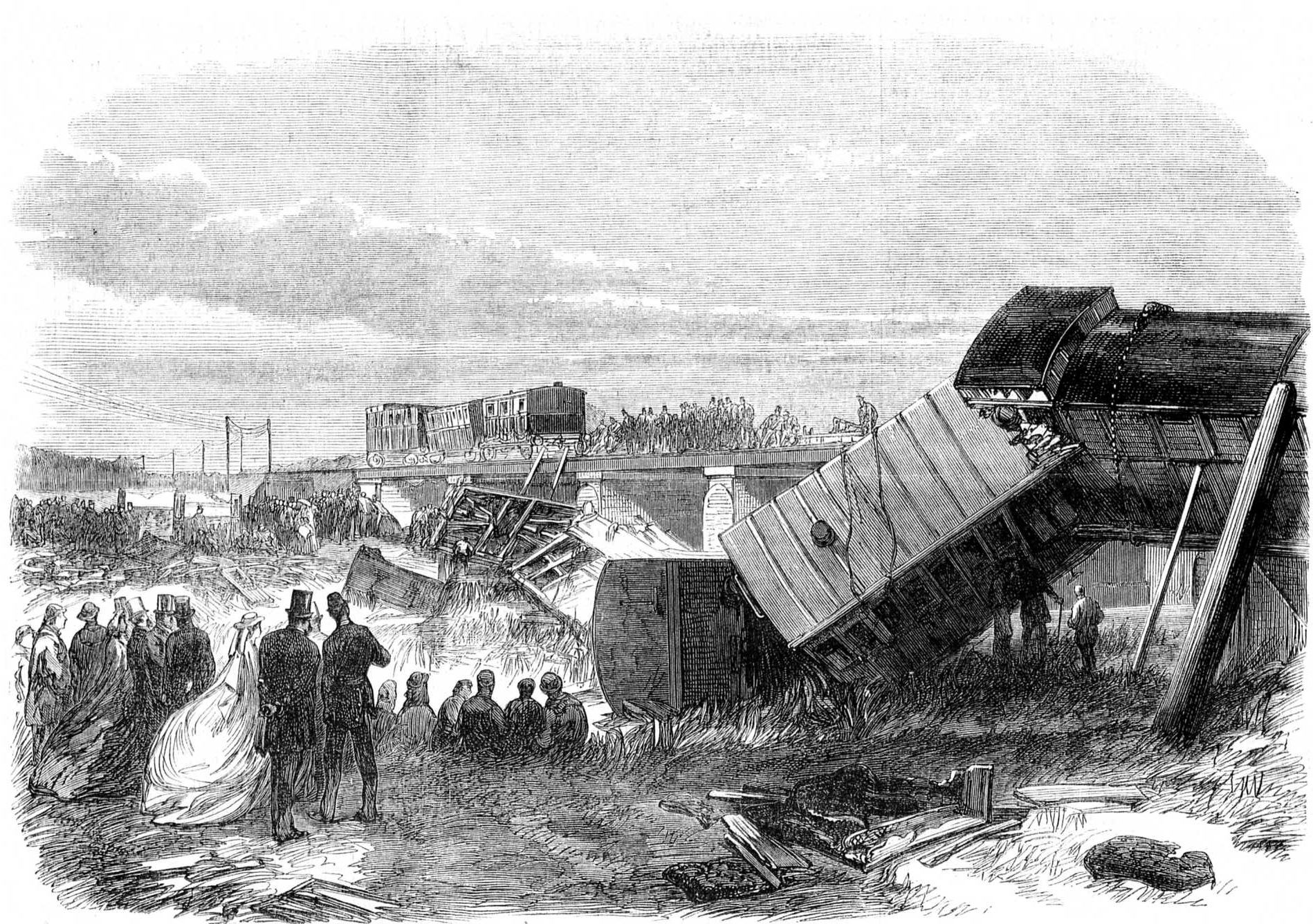
Staplehurst (1865)

Bald nachdem sich die Eisenbahn im 19. Jahrhundert als allgemeiner, bald auch führender Verkehrsträger real und im Bewusstsein der Menschen etabliert hatte, wurde sie selbst, aber auch die mit ihr verbundenen Unfälle zum Thema der Literatur.

### Eisenbahnunfall im Film

#### Thema
Seit Beginn der Filmaufzeichnungen am Ende des 19. Jahrhunderts war die Eisenbahn ein interessantes Thema für das neue Medium. Bald wurde auch der Eisenbahnunfall einbezogen. Etwa ab 1907 war dieses Thema in den USA sehr beliebt. Dabei war ein spannendes Moment oft, dass der Eisenbahnunfall drohte, dann aber im letzten Moment abgewendet wurde und nicht stattfand. In den Fällen, in denen es im Film zu einem Eisenbahnunfall kam, bestand einerseits die Möglichkeit, die entsprechenden Szenen zu stellen – im Freien oder im Studio  –, eine entsprechende Sequenz als Trickfilm hineinzuschneiden oder aber einen Eisenbahnunfall mit echten Fahrzeugen zu arrangieren, tatsächlich stattfinden zu lassen und das dabei abgedrehte Filmmaterial in einen Spielfilm einzubauen. Da letzteres eine sehr teure Variante war, wurden dafür alte Fahrzeuge beschafft und die bei einem solch bewusst herbeigeführten Unfall entstandenen Szenen auch in mehrere Filme hineingeschnitten. Zudem wurden die Dreharbeiten für das Publikum gegen Eintritt zugänglich gemacht, was allein oft schon einen erheblichen Teil der Kosten deckte. Erstmals geschah das für den Film „The Wreck“ (USA 1914), bei dem die zentrale Szene des Frontalzusammenstoßes zweier Züge allein 10.000 Pfund Sterling (das entsprach damals 200.000 Goldmark) kostete und die Handlung des Films um diese Schlüsselszene herum gestaltet wurde. Der Erfolg des Films erzeugte eine Reihe von Nachahmern. Auf Coney Island wurde von einer Filmgesellschaft ein realer Zusammenstoß vor zahlendem Publikum durchgeführt, gefilmt und später in einen Spielfilm hineingeschnitten. Weitere derartige Veranstaltungen wurden in New Jersey durchgeführt, bis keine dafür verwendbaren, ausgemusterten Maschinen mehr aufzutreiben waren.
Die ältesten als Trickfilmszenen aufgenommenen Eisenbahnunfälle stammen noch aus dem 19. Jahrhundert. Die wohl älteste derartige Szene wurde 1897 von R. W. Paul aufgenommen. Es folgten mehrere derartige Szenen von Georges Méliès zwischen 1898 und 1906.
Eisenbahnunfälle im Film sind teils frei erfunden, teils einem tatsächlichen Unfall nachgestellt. Letzteres trifft etwa auf The General, Trans-Amerika-Express / Eisenbahnunfall in der Washington Union Station oder Unstoppable – Außer Kontrolle / Vorfall CSX 8888 zu.
Eine weitere Gruppe von Filmen, die mit Eisenbahnunfällen zusammenhängen, sind Aufklärungs- und Lehrfilme, die zur Unfallverhütung hergestellt wurden. Viele größere Staats-Eisenbahnverwaltungen in Europa haben solche Filme – zum Teil in großer Zahl – hergestellt. Eine Ausnahme bilden die Schweizerischen Bundesbahnen, für die die Relation zwischen Kosten der Herstellung und der Zahl der Bediensteten, denen solche Filme gezeigt werden konnten, zu ungünstig war.

#### Spielfilme
Die nachfolgende Liste enthält eine Aufzählung (nicht vollständig) von Spielfilmen mit Eisenbahnunfall-Szenen.
| Titel                                                           | Staat/Jahr           | Regisseur/Produzent                           | Anmerkung |
| The Lost Freight Car                                            | USA 1911             |                                               | Verlorener Güterwagen, brennende Brücke, aber der Zug des US-Präsidenten wird gerettet.                                                    |
| The Wreck                                                       | USA 1914             |                                               | Erster Film mit echtem Zusammenstoß, der für den Film durchgeführt wurde.                                                                  |
| The Juggernaut                                                  | USA 1915             |                                               | Echter Zusammenstoß |
| La Roue                                                         | Frankreich 1919–1923 | Abel Gance                                    | |
| Phantom Express                                                 | USA 1925             | John Adolfi                                   | |
| The General                                                     | USA 1927             | Buster Keaton                                 | Echter Absturz einer Lokomotive von zusammenbrechender Brücke. Vorbild war ein ähnliches Ereignis während des Amerikanischen Bürgerkriegs. |
| Black Diamont Express                                           | USA 1927             | Howard Bretherton                             | Entlaufener Wagen |
| Spione                                                          | Deutschland 1928     | Fritz Lang                                    | Attentat auf einen Zug |
| The Wrecker                                                     | UK 1929              | G. M. Bolvary                                 | Echter Zusammenstoß. Aufnahmen auf der Southern Railway (UK)                                                                               |
| Phantom Express                                                 | USA 1932             | Emory Johnson                                 | |
| Seven Sinners                                                   | UK 1936              | Albert de Courville                           | |
| Union Pacific                                                   | USA 1939             | Cecil B. DeMille                              | |
| The Ghost Train                                                 | UK 1941              | Walter Forde                                  | Zug stürzt von offener Drehbrücke in Fluss.                                                                                                |
| Train of Events                                                 | UK 1949              | Sidney Cole, Charles Crichton, Basil Dearden  | |
| The Greatest Show on Earth (deutsch: Die größte Schau der Welt) | USA 1952             | Cecil B. DeMille                              | Durch Sabotage herbeigeführter Zusammenstoß zweier Zirkuszüge                                                                              |
| The Bridge on the River Kwai                                    | UK 1957              | David Lean                                    | Brückeneinsturz. |
| Lawrence of Arabia                                              | UK 1962              | David Lean                                    | Anschlag auf Zug der Hedschasbahn |
| Emergency                                                       | UK 1962              | British Transport Films                       | Gestellter Unfall für einen Lehrfilm für Hilfskräfte im Katastrophenfall                                                                   |
| The Train                                                       | USA 1964             | John Frankheimer                              | Die gezeigten Zusammenstöße der Lokomotiven wurden für die Aufnahmen real durchgeführt.                                                    |
| The Virgin Soldiers                                             | UK 1969              |                                               | |
| Panik im Tokio-Express                                          | Japan 1975           | Jun’ya Satō                                   | Der Hochgeschwindigkeitszug entkommt einem Attentat, aber ein Güterzug fliegt in die Luft.                                                 |
| Silver Streak (Trans-Amerika-Express)                           | USA 1976             | Arthur Hiller                                 | Vorbild: Eisenbahnunfall in der Washington Union Station: Zug gerät durch Bremsversagen außer Kontrolle.                                   |
| Runaway Train (Alternativtitel: Express in die Hölle)           | USA 1985             | Andrei Sergejewitsch Michalkow-Kontschalowski | Zug gerät durch Bremsversagen außer Kontrolle.                                                                                             |
| Unstoppable (Unstoppable – Außer Kontrolle)                     | USA 2010             | Tony Scott                                    | Vorbild: Vorfall CSX 8888: Zug gerät durch Bremsversagen außer Kontrolle.                                                                  |

#### Lehrfilme
Beispiele für Aufklärungs- und Lehrfilme, die zur Unfallverhütung hergestellt wurden, sind:
- Deutsche Bundesbahn:
  - Vom Brennen und Löschen[42]
  - Feuer! Es brennt![42]
  - Der rote Hahn fährt mit[43]
- UIC: Sécurité, autout maitre – Hauptsache Sicherheit – Safty First, 1966.[44]

## Unfalllisten

### Unfalllisten nach Sachgruppen
- Liste schwerer Unfälle im Schienenverkehr
- Liste von Unfällen bei Zahnradbahnen
- Liste von Eisenbahnunfällen als literarisches Thema
- Liste von Anschlägen im Schienenverkehr
- Liste von Seilbahnunglücken

## Literatur

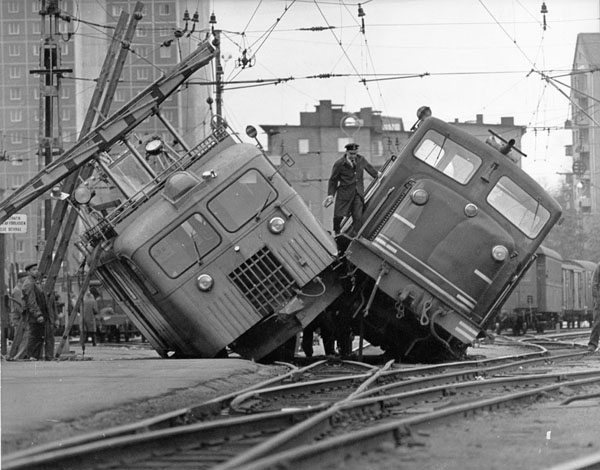
Stockholm Östra 1965

### Unfalllisten nach Ländern
- Liste von Eisenbahnunfällen in Deutschland
- Liste von Eisenbahnunfällen in Österreich
- Liste von Eisenbahnunfällen in der Schweiz
- Liste von Eisenbahnunfällen in Indien
- Liste von Eisenbahnunfällen in Kanada
- Liste von Eisenbahnunfällen in Namibia
- Liste von Eisenbahnunfällen in Tschechien
- Liste von Eisenbahnunfällen im Vereinigten Königreich
- Liste von Eisenbahnunfällen in den Vereinigten Staaten

### Vorbemerkung
Immer wieder gab es Veröffentlichungen, die Eisenbahnunfälle listeten, systematisierten und vor allem versuchten, unfallverhütend zu wirken. Ein Problem für deren Auswertung besteht darin, dass zahlreiche dieser Schriften für innerdienstliche Zwecke vorgesehen waren und deshalb bibliografisch „graue Literatur“ darstellen. Wenn es etwa heißt: „Sammlungen [von Eisenbahnbetriebsunfällen] haben schon früher [vor 1926] einzelne der vormaligen Ländereisenbahnen von Zeit zu Zeit herausgegeben“, so erweist es sich als außerordentlich schwierig, diese Literatur aufzufinden.
Ein weiteres Problem im deutschsprachigen Raum vor dem Zweiten Weltkrieg ist es, dass es üblich war, die Beschreibungen von Eisenbahnunfällen völlig – auch hinsichtlich der geografischen Lage der Unfallstelle – zu anonymisieren. Das macht es in der Regel unmöglich, diese fachlich sehr genauen Beschreibungen einem konkreten Unfall zuzuordnen. Das wurde und wird im angelsächsischen Bereich ganz anders gehandhabt. Hier enthalten Unfallberichte nicht nur genaue Ortsangaben, sondern selbst Beteiligte und Dritte wurden (und werden) oft mit vollem Namen genannt.